# Somatidia spinicollis
Somatidia spinicollis là một loài bọ cánh cứng trong họ Cerambycidae.